# Plaza Vicuña Mackenna (Coquimbo)
La Plaza Benjamín Vicuña Mackenna, o simplemente Plaza Vicuña Mackenna, es una plaza pública ubicada en el Barrio Inglés, Coquimbo, Chile, constituyendo su centro. Fue inaugurada el 17 de septiembre de 1917, recibiendo el nombre del destacado político, escritor e historiador chileno, Benjamín Vicuña Mackenna.
Los orígenes de la plaza se remontan a 1893, cuando se instaló, frente al Terminal Portuario de Coquimbo, una pileta de fierro fundido para hermosear el sector, donada por el empresario y filántropo Juan José Jenkins. En 1916, la municipalidad de Coquimbo encargó a Anselmo Caravantes, capitán de fragata de la Armada y gobernador marítimo de la zona, la construcción de una plaza en el sector, sin embargo, dada la escasez de recursos se solicitó el aporte económico de los vecinos más acaudalados, para su construcción final.